# Те Поу, Мэтт
Мэттью Джон Кеннет Те Поу (англ. Matthew John Kenneth te Pou, родился 27 августа 1973 в Уайоуру) — новозеландский и тонганский регбист маорийского происхождения, выступавший на позиции фланкера. Сын Мэтта Те Поу-старшего, тренера сборной маори по регби «Маори Олл Блэкс» в 1995—2005 годах.

## Биография
Те Поу выступал на любительском уровне за разные новозеландские клубы, но также соревновался в чемпионате провинций Новой Зеландии, играя за команды «Тэмз-Уэлли» и «Кинг-Каунтри». Также играл в ЮАР за клуб «Гаутенг Фэлконз» в Кубке Карри. В 1996 году провёл один матч за сборную новозеландских маори, однако в 1998 году предпочёл выступать за Тонга — дебютировал 22 сентября 1998 года в Канберре матчем против Австралии. В 1999 году играл на чемпионате мира под руководством Полутеле Ту'ихаламака на позиции восьмого, проведя два матча против Новой Зеландии и Италии. 7 июня 2002 года провёл в Нукуалофа последную игру за Тонга против Фиджи.
Согласно автобиографии Пола О’Коннелла, Мэтт Те Поу-младший окончил университет по специальности «физическая культура и спорт» и был отличным мотиватором. Во время одной из встреч Те Поу попросил О'Коннелла назвать пять целей, которых он должен достичь к 2005 году. О'Коннелл поставил себе цели стать твёрдым игроком молодёжного и основного составов «Манстера» и провести 12 матчей в стартовом составе, закрепиться в молодёжной сборной Ирландии на позиции замка, продлить контракт с клубом до 2001 года, сыграть хотя бы одну встречу за сборную Ирландии до 2003 года и попасть в заявку «Британских и ирландских львов». Во многом эта мотивация помогла О'Коннеллу стать звездой мирового регби.